# مدرسة مسيحية

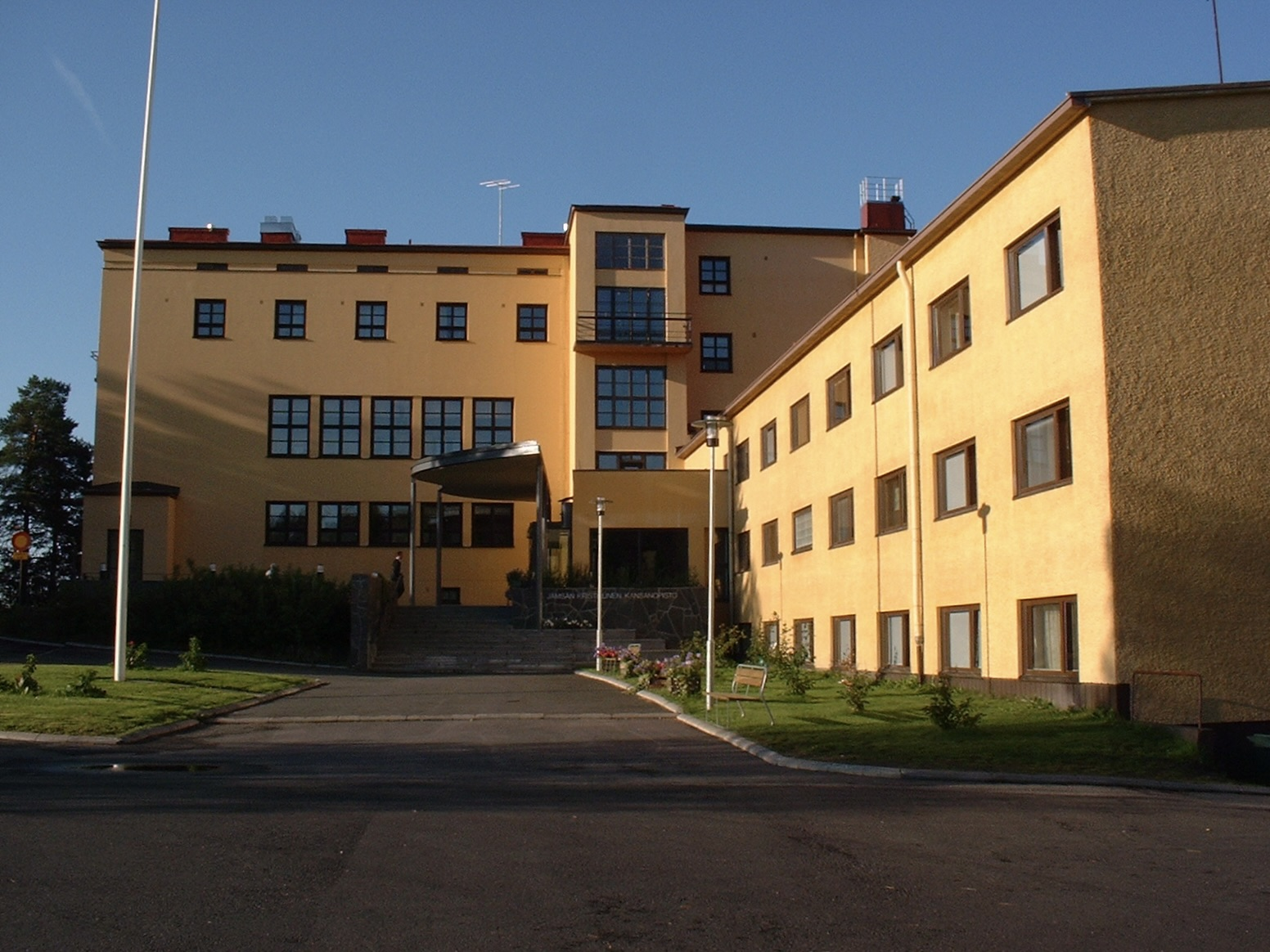
مدرسة مسيحية ثانوية في يامسا، فنلندا.

المدرسة المسيحية هي مدرسة تعمل على المبادئ المسيحية أو من قبل منظمات ومؤسسات مسيحية.
طبيعة المدارس المسيحية تختلف بشكل كبير من بلد إلى آخر، وفقًا لثقافات تعليمية ودينية وسياسية مختلفة. في بعض البلدان، هناك فصل صارم بين الكنيسة والدولة، لذلك تكون جميع المدارس الدينية خاصة، وفي حالات أخرى حيث تكون الكنيسة وتعاليمها جزءًا لا يتجزأ وراسخًا من النظام التعليمي للدولة تعمل من قبل الدولة.
لقد أدرجت كل من الكنيسة الكاثوليكية والبروتستانتية التعليم كجزء من التبشير. التاريخ يظهر أنه خلال التبشير، كان يتم فتح مدارس من قبل المبشرين الكاثوليك والبروتستانت. تملك اليوم جميع الطوائف المسيحية المختلفة مدارس خاصة بها تأتي في مقدمتها الكنيسة الكاثوليكية والتي اعتبارًا من عام 2011 وصلت عدد المدارس الكاثوليكية إلى 125,016 مدرسة وبذلك تمتلك أكبر تنظيم تعليمي غير حكومي في العالم. ويتبعها الأدفنتست حيث يملكون 7,598 مدرسة ويدرس فيها 1,545,000 طالب ويُدّرس فيها 80,000 معلم. ويملك الأدفنتست أكبر شبكة وتنظيم تعليمي بروتستانتي في الولايات المتحدة.

## حسب المنطقة

### آسيا

#### إسرائيل

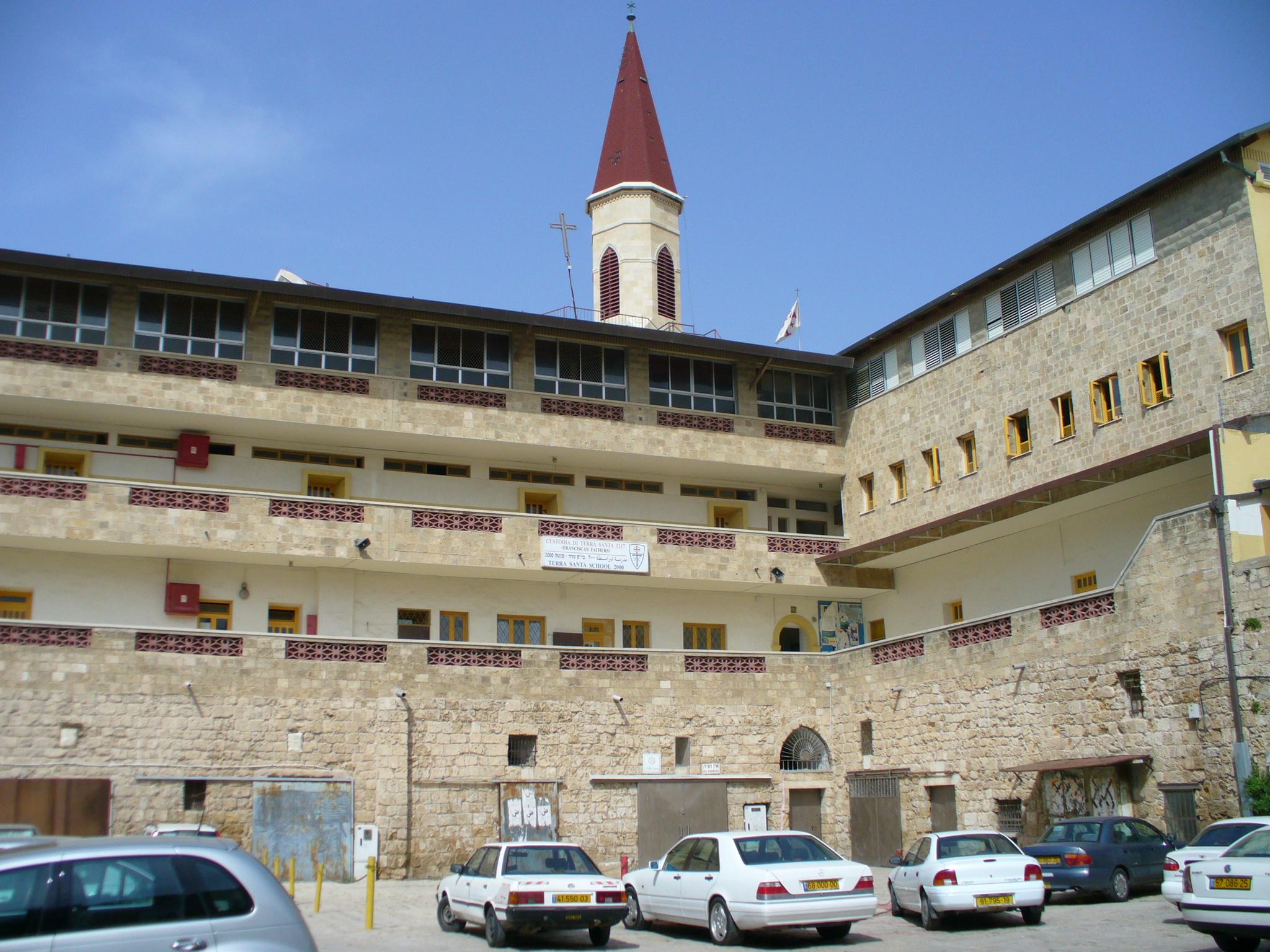
مدرسة تراسنطة الكاثوليكيَّة في عكا: تلعب المدارس المسيحيَّة دورٌ بارز في رفع المستوى التعليمي للمسيحيين العرب في إسرائيل.

في إسرائيل ما يقارب الخمسين مؤسسة تعليمية تابعة للكنائس المسيحية تخدم طبقات الجيل المختلفة من رياض أطفال ومدارس ابتدائية وثانوية. عدد الطلاّب في هذه المؤسسات يفوق ال 30,000 طالب وطالبة من كافة شرائح وأطياف المجتمع العربي في البلاد على اختلاف انتماءاته الدينية والسياسية وحوالي 60% من طلاب هذه المدارس هم من المسيحيين والباقي من المسلمين والدروز.
العديد من المدارس المسيحية والكاثوليكية العربية في إسرائيل هي جزء من هذه المؤسسات والمدراس الأفضل في الوسط العربي، ويُطلق عليها «مدارس النُخبة»، ومن أبرزها المدرسة الإكليركيّة المطران ومدرسة راهبات مار يوسف والمدرسة المعمدانيَّة في الناصرة، والكلَّية الأرثوذكسيّة العربيَّة في حيفا. ووجدت دراسة المسيحيين العرب: اليهود الإسرائيليين الجدد؟ تأملات في المستوى التعليمي للمسيحيين العرب في إسرائيل وهي دراسة قامت بها حينا ديفيد من جامعة تل أبيب، أنَّ أحد العوامل هو لماذا المسيحيون العرب هم الأكثر تعليماً في إسرائيل هو المؤسسات التعليمية المسيحية ذات المستوى العالي. المدارس المسيحية هي من بين أفضل المؤسسات التعليمية في إسرائيل، في حين أن تلك المدارس لا تمثل سوى 4% من مجمل القطاع التعليمي العربي، فإن حوالي 34% من مجمل الطلاب الجامعين العرب تلقوا تعليمهم في المدارس المسيحية، وحوالي 87% من عرب إسرائيل العاملين في قطاع تكنولوجيا التقنية العالية، قد تلقوا تعليمهم في المدارس المسيحية.

#### الهند
تملك الكنيسة الكاثوليكية في الهند وحدها حوالي 25,000 مدرسة. وفي بعض المنطاق الهندية، تعتبر الكنيسة المزود الرئيسي للتعليم وأحيانًا أخرى يكون نظامها التعليمي أفضل من الحكومي.
منذ القرن الثامن عشر، أدّت أنشطة الطوائف المسيحية المتنافسة في الهند إلى تكثيف إنشاء مؤسسات النظام التعليمي المسيحي في البلاد. حتى يكون للمسيحيين في الهند نظامهم الخاص من المدارس والجامعات، والمؤسسات التعليميّة المسيحية والتي أدت وظيفة هامة بعضها تعتبر مؤسسات تعليمية مرموقة على مستوى العالم منها جامعة سانت فرنسيس كسفاريوس في بومباي. وكان يتم فتح المدارس من قبل المبشرين الكاثوليك والبروتستانت، حيث كانت مهمة التعليم المسيحي ذات شقين؛ أولاً، كان وظيفتها إرساء أساس تعليم العقيدة المسيحية للتبشير بين الشعوب غير المسيحية من خلال تشكيل نظام تعليمي لجميع المستويات من المدرسة الثانوية إلى الجامعة. وثانيهما، رعاية تعليم المسيحيين المحليين.

### أفريقيا
في العديد من أنحاء إفريقيا، أسست البعثات التبشيرية المسيحية شبكة من المدارس، وغالبًا كانت في أماكن لا يتوفر فيها تعليم آخر. وتوفر هذه المدارس بشكل عام تعليماً كاملاً في سياق مسيحي. ووفقاً لهيذر شاركي «يعتقد بعض المراقبين أن المبشرين حققوا فائدة كبيرة في أفريقيا، حيث قدموا خدمات اجتماعية مهمة مثل التعليم والرعاية الصحية التي لم تكن متاحة للأفارقة». وقالت شاركي إنه «في المجتمعات التي كانت تهيمن عليها الذكور تقليدياً، زودت المبشرات الإناث النساء في أفريقيا المعرفة بالرعاية الصحية والتعليم الأساسي».
وجدت دراسة مركز بيو للأبحاث حول الدين والتعليم في جميع أنحاء العالم في عام 2016 أنَّ «هناك فجوة كبيرة ومنتشرة في التحصيل العلمي بين المسلمين والمسيحيين في أفريقيا جنوب الصحراء»، حيث يميل البالغين المسلمين في هذه المنطقة أنَّ يكونوا أقل تعليماً بكثير بالمقارنة مع المسيحيين، يشير الباحثين إلى أن هذه الفجوة ترجع إلى المرافق التعليمية التي تم إنشاؤها من قبل المبشرين المسيحيين خلال الحقبة الاستعمارية. حيث نشط المبشرون البروتستانت بشكل خاص في إنشاء المدارس وتثقيف السكان المحليين، بدافع من إيمانهم بأن الجميع يجب أن يكونوا قادرين على قراءة الكتاب المقدس بلغتهم الأم. ويشير روبرت د. ودبيري عالم اجتماع في جامعة بايلور أن للمُبشرين البروتستانت في أفريقيا «كان لهم دور فريد في نشر التعليم الشامل» بسبب الأهمية الدينية لدراسة وقراءة الكتاب المقدس، حيث قام المُبشرين في ترجمة الكتاب المقدس للغات المحليَّة وفي إنشاء المدارس لتعزيز معرفة القراءة والكتابة.

### أوروبا

#### المملكة المتحدة
في عام 2011 كان حوالي ثلث المدارس في إنجلترا وويلز البالغ عددها 20,000 مدرسة هي مدارس دينية، أي حوالي 7,000 مدرسة منها 68% مدرسة تدار من قبل كنيسة إنكلترا وحوالي 30% مدارس كاثوليكية. لا تزال كنيسة إنجلترا لها دور في الحياة الأكاديمية الإنجليزية من خلال المدارس الكنسيّة أو مدارس الإيمان. في عام 2012 كانت 23.1% من جميع الأكاديميات في إنكلترا مدارس كنسيَّة، أي حوالي 6,830 مؤسسة. واعتباراً من فبراير عام 2017، كان هناك 3,731 مدرسة وحوالي 906 أكاديمية في إنجلترا تابعة لكنيسة إنجلترا. وما يقرب من ربع جميع المدارس الابتدائية في إنجلترا هي مدارس تابعة لكنيسة إنجلترا، ودرس فيها 15 مليون شخص في إنجلترا. إلى جانب ذلك تلعب كنيسة إنجلترا دوراً هاماً في الحياة الدينية في جامعة أكسفورد وجامعة كامبريدج، من خلال كنيسة كلية إكسيتر وكنيسة القديسة مريم العذراء الجامعيَّة في أكسفورد، وكنيسة القديسة مريم العظيمة الجامعيَّة وكنيسة كلية الملك في كامبريج. وتملك كنيسة اسكتلندا المشيخية مصلى المخلص في جامعة سانت أندروز، ومصلى جامعة غلاسكو.
في عام 2016 امتلكت الكنيسة الرومانية الكاثوليكية في إنجلترا حوالي 130 مدرسة كاثوليكية، ودرس في صفوفها حوالي 840,000 طالب من جميع الخلفيات الدينية والعرقية، منهم حوالي 26,000 طالب مُسلم.

### أمريكا الشمالية

#### الولايات المتحدة
في الولايات المتحدة يدرس أكثر من 4 ملايين طالب، أي حوالي طفل من بين 12، في المدارس الدينية، ومعظمها مدراس مسيحية. وتضم الكنيسة الرومانية الكاثوليكية الأمريكية حوالي 6,288 مدرسة ابتدائية و1,210 مدرسة اعدادية وثانوية ويدرس في هذه المدارس الكاثوليكية 2,320,651 طالب.

## مواقع خارجية
- Christian College Consortium
- Council for Christian Colleges & Universities
- Private Biblical Homeschooling
- Biblical Life Institute